# Kosovac
Kosovac is een plaats in de gemeente Gornji Bogićevci in de Kroatische provincie Brod-Posavina. De plaats telt 289 inwoners (2001).